# Marcilly (Manche)
Marcilly – miejscowość i gmina we Francji, w regionie Normandia, w departamencie Manche.
Według danych na rok 1990 gminę zamieszkiwało 336 osób, a gęstość zaludnienia wynosiła 38 osób/km² (wśród 1815 gmin Dolnej Normandii Marcilly plasuje się na 562. miejscu pod względem liczby ludności, natomiast pod względem powierzchni na miejscu 584.).